# Erkalnadejpur
L'Erkalnadejpur (in russo Еркалнадейпур?) è un fiume della Russia siberiana occidentale, ramo sorgentifero di destra dell'Ajvasedapur (bacino idrografico del Pur). Scorre nel Purovskij rajon del Circondario autonomo Jamalo-Nenec.

## Descrizione
Nasce dal versante settentrionale dei modesti rilievi collinari degli Uvali siberiani, in una loro sezione occidentale chiamata Alture dell'alto Taz (Верхнетазовской возвышенности); scorre successivamente (dapprima con direzione occidentale, successivamente settentrionale) nella parte settentrionale del bassopiano della Siberia occidentale, in un ambiente piatto e paludoso, coperto dalla taiga; dopo la sua unione con il fiume Etypur, forma il fiume Ajvasedapur. I maggiori affluenti (lunghi più di 100 km) sono: Sjakundykikja, Nepermecajacha e Chaljasavėj
L'Erkalnadejpur ha un regime analogo alla maggior parte dei fiumi della zona: gelato per circa 7 mesi l'anno (da fine ottobre a fine maggio), manifesta la piena annuale nel periodo compreso fra metà maggio e metà luglio; i minimi annuali di portata si registrano in febbraio, marzo e aprile, mesi nei quali viene evacuata una quantità di acqua corrispondente a circa il 3% annuo (ciascuno), mentre i massimi si osservano invece in giugno, mese nel quale questa percentuale sale a circa il 28%.
Il fiume incontra pochi centri urbani di rilievo in tutto il suo corso; il principale è l'insediamento di Chaljasavėj.